# Peter Theander
Peter Grundtvig Theander (født 1941, død 21. september 2023) var en dansk pornograf og filminstruktør, der i 1960'erne med sin bror Jens Theander skabte firmaerne Rodox Trading, Color Climax Corporation og Candy Film.
I en årrække var de to Theander-brødre blandt verdens førende producenter af pornoblade og pornofilm.
Centralt i historien er de to brødre, Jens og Peter Theander, som blev Danmarks første pornomillionærer, og som gennem deres firmaer Rodox, Color Climax Corporation og Candy Film distribuerede alle typer af porno, inklusive børneporno.
Peter Theander er begravet på Frederiksberg Ældre Kirkegård.

## Eksterne hevisninger
- Peter Theander på Internet Movie Database (engelsk)
- Rodox – officiel hjemmeside (ikke for børn og sarte sjæle!)
- Artikel om Theander-brødrene, på Babesline.dk Arkiveret 30. januar 2016 hos  Wayback Machine
- Tv-anmeldelse - Candy Film – da børneporno var lovlig